# Zespół kościoła św. Jana Chrzciciela w Prandocinie
Zespół kościoła św. Jana Chrzciciela w Prandocinie – zespół zabytków znajdujący się w Prandocinie, w gminie Słomniki, w powiecie krakowskim, województwie małopolskim.
Zespół zabytków – w skład którego wchodzi: kościół z początku XII wieku, dzwonnica oraz plebania – wpisany do rejestru zabytków nieruchomych województwa małopolskiego.

## Historia
Kościół w stylu romańskim wybudowany został w 1. ćwierci XII wieku i od początku otaczał go cmentarz. Fundatorem świątyni był prawdopodobnie protoplasta rodu Odrowążów, komes Prandota Stary.
W 1222 roku biskup krakowski Iwo Odrowąż przekazał patronat nad prebendami opactwu cystersów w Mogile.
W 1235 roku podczas wyprawy księcia Konrada Mazowieckiego przeciwko księciu krakowskiemu Bolesławowi Wstydliwemu i jego opiekunowi księciu śląskiemu Henrykowi Brodatemu kościół zamieniono w warownię obsadzoną przez wojska księcia, a wokół świątyni usypano wały widoczne jeszcze w XIX wieku. Tak pisze o tym Jan Długosz:
...zamienił na warownię kościół św. Andrzeja pod zamkiem krakowskim, który jako nie zamknięty w obrębie murów miasta Krakowa uchodził wtedy jeszcze za podmiejski, także kościół w Prandocinie, kolegiatę w Skalbmierzu i klasztor jędrzejowski, a te cztery miejsca po umieszczeniu tam silnej załogi zaopatrzył w broń i żywność. Pierwszy to spośród książąt, który poważywszy się sprofanować święte budowle i oddać je na cele wojenne, przekazał ten haniebny zwyczaj jako gorszący przykład dla następców... (Jan Długosz, Roczniki, księga szósta AD 1235) .

## Architektura
Budynek murowany z ciosów piaskowca, orientowany, jednonawowy, kryty stropem, pierwotnie posiadał dwie apsydy. Przy jednej ze ścian bocznych zachował się portal romański (częściowo zrekonstruowany). Pierwotnie wejście znajdowało się przez portal od południa. W latach 1480–1490 w miejscu rozebranej apsydy ołtarzowej postawiono większe, gotyckie prezbiterium z cegły, zamknięte ścianą prostą dekorowaną zendrówką. 
Wieżę ośmioboczną nad apsydą zachodnią (zobacz) nadbudowano w związku z częściową inkastelacją budowli . Wieża, w której są dwie empory podparte kolumnami, nakryta jest hełmem barokowym. W XVIII wieku obniżono wieżę po zniszczeniu przez burzę. W wieży zachowało się okienko strzelnicze.

## Wystrój i wyposażenie
- późnomanierystyczny ołtarz główny(zobacz)[3];
- uskokowy portal zdobiony ornamentem plecionkowym, polichromowany (zobacz);
- fryz arkadkowy(zobacz);
- część obramienia okiennego z dekoracją plecionkową (zobacz);
- kolumna (zobacz) wspierająca niegdyś emporę stoi obok cmentarza;
- podczas prac odsłonięto fragmenty polichromii (zobacz).

## Dzwonnica
Wolno stojąca dzwonnica drewniana pochodzi z XIX wieku.

## Plebania
Budynek murowany, parterowy pochodzi z XX wieku.